# (1242) Zambesia
(1242) Zambesia – planetoida z grupy pasa głównego asteroid okrążająca Słońce w ciągu 4 lat i 192 dni w średniej odległości 2,74 au. Została odkryta 28 kwietnia 1932 roku w Union Observatory w Johannesburgu przez Cyrila Jacksona. Nazwa planetoidy pochodzi od Zambezi, czwartej co do długości rzeki Afryki. Przed nadaniem nazwy planetoida nosiła oznaczenie tymczasowe (1242) 1932 HL.